# Cladosporium auriculae
Cladosporium auriculae är en svampart som först beskrevs av Mordecai Cubitt Cooke, och fick sitt nu gällande namn av J.C. David 1997. Cladosporium auriculae ingår i släktet Cladosporium och familjen Davidiellaceae.   Inga underarter finns listade i Catalogue of Life.